# Sphaeriestes tibialis
Sphaeriestes tibialis är en skalbaggsart som först beskrevs av Leconte 1866.  Sphaeriestes tibialis ingår i släktet Sphaeriestes och familjen trädbasbaggar. Inga underarter finns listade i Catalogue of Life.